# 特奥多拉·科斯托维奇
特奥多拉·科斯托维奇（羅馬化：Teodora Kostović，2007年6月28日—），塞尔维亚女子网球运动员。
科斯托维奇来自一个体育世家，还有一个弟弟叫米洛什（Miloš）。她5岁开始打网球，在采访中她表示想要登顶世界排名第一。
2024年，她在三种主要场地上（硬地、泥地和草地）共赢得了五个ITF青少年巡回赛J300级别的冠军。
2024年9月，她在欧洲U18青少年网球锦标赛上夺冠，在决赛中击败了阿莲娜·科瓦奇科娃。
2024年，年仅16岁的科斯托维奇在塞尔维亚库尔舒姆利亚温泉（Kuršumlijska Banja）完成了她在ITF女子世界网球巡回赛的职业首秀。2024年5月，她在一场W15级别赛事中打入单打半决赛，但在三盘大战中输给了同胞安娅·斯坦科维奇。.同年晚些时候，她又在同一城市参加了四场不同级别的W15级别和W75级别赛事，但均未能突破四分之一决赛。
科斯托维奇于2025年2月在WTA500级别赛事阿布扎比网球公开赛上完成了她的WTA巡回赛单打首秀。她凭借青少年赛事成绩获得的外卡进入资格赛，但在决胜轮告负没有进入正赛。2025年3月，她获得了参加WTA1000级别赛事迈阿密网球公开赛资格赛的外卡，但未能进入正赛。
2025年4月，科斯托维奇再次获得外卡，参加了WTA1000赛马德里网球公开赛的资格赛，并成功晋级正赛。
2025年4月，科斯托维奇首次被提名代表塞尔维亚参加比利·简·金杯欧洲/非洲区第一组对阵斯洛文尼亚和立陶宛的比赛，并随后参加了与克罗地亚的晋级附加赛。她于2025年4月10日完成国家队首秀，在比赛中击败了立陶宛选手克拉乌迪娅·布贝利特。